# Raymond Ruffin
Pour les articles homonymes, voir Ruffin.
Cet article possède un paronyme, voir Rufin.
 (août 2019).
Si vous disposez d'ouvrages ou d'articles de référence ou si vous connaissez des sites web de qualité traitant du thème abordé ici, merci de compléter l'article en donnant les références utiles à sa vérifiabilité et en les liant à la section « Notes et références ».
Raymond Ruffin, né le 22 mai 1929 à Bonnebosq et mort le 12 juillet 2007 à Paris, est un écrivain, romancier et critique littéraire français.

## Biographie
Son premier livre, parrainé par Vercors, est Les Lucioles de ma nuit. Après avoir publié plus d'une vingtaine d'ouvrages sur la résistance, la guerre, l'Occupation et le débarquement de la Seconde Guerre mondiale, il est considéré comme l'un des mémorialistes les plus sérieux de la période 1939-1945.
Il a été chroniqueur pour Historia, Historama, Connaissance de l'Histoire, Les Dossiers de l'Histoire et Histoire pour tous, chroniqueur pour Arte et FR3, romancier, biographe et critique littéraire. Chevalier des Palmes académiques, lauréat de l'Académie française et des académies des arts et belles-lettres de Rouen, Fécamp, Bordeaux, Limoges et Lyon, il a reçu de nombreuses distinctions pour plusieurs de ses ouvrages, dont le Grand Prix Spécial Guillaume-le-Conquérant, le Prix des Libraires de Normandie, le Grand prix des Écrivains normands, le prix de A.C.V.R.D.[Quoi ?] et le prix Connaissance de l'Histoire.
En 1983, il fonde avec André Castelot la société des auteurs et créateurs de Normandie, dont il fut vice-président.
Il repose au cimetière de Villers-sur-Mer, face à la mer, selon ses vœux.

## Distinctions
- Chevalier de l'ordre des Palmes académiques

## Œuvres

### Histoire
- Les Lucioles de ma nuit, 1976 ; Réédité en 1980, 1984 et 1986, Presses de la Cité.
- La Résistance normande face à la Gestapo, 1977 ; Réédité de 1980 à 1999, Presses de la Cité et éd. Bertout. Grand Prix des Écrivains normands 1997.
- Journal d’un J3, 1979. Ouvrage couronné par l’ACVRD, Presses de la Cité.
- Ces chefs de maquis qui gênaient, 1980, Presses de la Cité.
- Résistance PTT, 1983, Presses de la Cité. Prix Eugène-Piccard de l'Académie française.
- La Vie des Français au jour le jour 1939-1945, 1986, Presses de la Cité.
- Guide des maquis et de la Résistance normande, 1984 ; réédité en 1994. Prix « Connaissance de l’Histoire ».
- Normandie 1939-1945, 3 tomes :

1. Le Temps des épreuves
2. Résistance normande et Jour J
3. Le Prix de la Liberté.

- Les FFI, Contribution à la Bataille de Normandie, 1979, Hachette.
- La Résistance normande dans la nuit du 5 au 6 juin 1944, 1979.
- Le Maquis Surcouf en Normandie, 1999, éd. Bertout.
- Les Espionnes du XXe siècle, 2000, France-Empire.
- Violette Morris, la hyène de la Gestapo, 2004, éd. Le Cherche midi.
- Avoir eu 10 ans en 1939, 2005, éd. Bertout.
- La Résistance dans l'Opération Overlord, 2003, France-Empire.

### Romans
- Le Briquet d’amadou, 1971, C.A.
- Le Mur du temps, 1972, C.A.
- Léontine du Pays d’Auge, 2002, France-Empire. Prix des Libraires de Normandie 2002, Prix Charles T. Féret 2002, Grand Prix de la ville d'Étretat 2002.
- La Désenvoûteuse du Val d’Auge, 2003, France-Empire.
- Crimes en forêt d’Auge, 2005, France-Empire.

### Témoignages
En 2009, plusieurs de ses témoignages sur la période de l'Occupation figurent dans Paroles de l'ombre. Lettres et carnets des Français sous l’Occupation (1939-1945) de Jean-Pierre Guéno, Jérôme Pecnard, éd. Les Arènes. Ils relatent les difficultés quotidiennes rencontrées par les Français durant la période de l'occupation.

## Sources
- www.trouville-deauville.maville.com, 16 juillet 2007.